# Точка R
«Точка R» (кор. 알포인트) — южнокорейский психологический фильм ужасов 2004 года, снятый режиссёром Кон Су Чханом. Фильм повествует о корейских солдатах, участвующих во Вьетнамской войне. Большая часть съёмок проходила в Камбодже (в частности на станции Бокор Хилл).

## Сюжет
1972 год. Нячанг. Война во Вьетнаме. Связисты перехватывают радиограмму, посланную от пропавшего без вести взвода корейских солдат, которые шесть месяцев назад отправились на боевое задание в «Точку R». Для выяснения всех обстоятельств командование принимает решение отправить в джунгли отделение солдат под командованием лейтенанта Чхве…

## В ролях
| Актёр         | Роль                  |
| ------------- | --------------------- |
| Кам У Сон     | лейтенант Чхве Тхэ Ин |
| Сон Бён Хо    | сержант Джин Чан Рок  |
| Пак Вон Сан   | сержант Кук           |
| Ли Сон Гюн    | сержант Пак           |
| О Тхе Гён     | сержант Чан Ён Су     |
| Сон Джин Хо   | сержант О.            |
| Ён Дон Мун    | капрал Бён Мун Саб    |
| Чон Кён Хо    | капрал Ли Джэ Пиль    |
| Ким Бён Чхоль | капрал Джо Бён Хун    |
| Ги Джу Бон    | капитан Пак           |
| Ан Нэ Сан     | капитан Кан           |

## Съёмочная группа
- Режиссёр: Кон Су Чхан
- Продюсеры: Чхве Кан Хёк, Чан Юн Хён
- Сценаристы: Пхиль Ён У, Кон Су Чхан
- Оператор: Сок Хён Джин
- Композитор: Дальпаран

## Критика
Brian W. Collins написал ревью на картину.

## Награды и номинации
- Большой колокол — награда и номинация (2005)[4]